# Junkers Jumo 210
Jumo 210 byl přeplňovaný invertní vodou chlazený zážehový letecký dvanáctiválcový vidlicový motor, vyvinutý a vyráběný firmou Junkers Flugzeug und Motorenwerke A.G. (do 15. července 1936 byla výroba motorů samostatnou firmou Junkers Motorenbau G.m.b.H., která byla založena roku 1923).
Typ Jumo 210 byl vyvíjen od roku 1931, původně pod označením L10. Prototyp se poprvé na brzdě rozběhl 22. října 1932.
Motor poháněl letouny Messerschmitt Bf 109 (sériových verzí B, C a D), Heinkel He 112 či první verze dvoumotorové stíhačky Messerschmitt Bf 110. Výroba netrvala dlouho, Jumo 210 záhy nepostačoval svým výkonem a byl nahrazen motory Junkers Jumo 211 a Daimler-Benz DB 601.
Celkem bylo vyrobeno 6415 motorů Jumo 210.

## Technická data (Jumo 210D)
- Typ: čtyřdobý zážehový vodou chlazený invertní vidlicový dvanáctiválec, vybavený odstředivým kompresorem a reduktorem
- Vrtání válce: 124 mm
- Zdvih pístu: 136 mm
- Celková plocha pístů: 1449 cm²
- Zdvihový objem motoru: 19 708 cm³
- Kompresní poměr: 6,50
- Rozvod: ventilový, OHC
- Mazání: tlakové, oběžné, se suchou klikovou skříní
- Příprava palivové směsi: karburátorem
- Hmotnost suchého motoru: 440 kg
- Maximální výkon: 680 k (500 kW) při 2700 ot/min